# Петър Волнаровски
Петър Волнаровски (на македонска литературна норма: Петар Волнаровски) е писател, есеист, филмолог и прозаист от Северна Македония.

## Биография
Роден е в Битоля на 10 октомври 1968 година. Завършва Филологическия факултет „Блаже Конески“, катедра Обща и сравнителна книжовност на Скопския университет, където завършва и магистратура. Работи като филмолог в Кинотеката на Северна Македония. Член е на дружеството Независими писатели на Македония. Също така Волнаровски е редактор на електронското списание за литература и други изкуства „Блесок“ и в списанието за филмова история и теория „Кинопис“.

## Творчество
- Граница (Култура, 1995, книга с научнофантастични новели и раскази)
- Психотопија (Магор, 2001, роман)
- Хуманизам, благородност, доблести… филм? Архив на оригинала от 2007-10-20 в Wayback Machine. (есе)

Волнаровски публикува проза, литературна и филмова теория, както и есета в периодиката и в различни медии и списания.